# Chav

Stereotypowy chav

Chav – określenie używane w odniesieniu do części młodych ludzi zamieszkujących Wielką Brytanię. Stereotypowy chav, w północno-wschodniej Anglii określany również charver, to agresywny nastolatek, zazwyczaj bezrobotny lub wywodzący się z klasy robotniczej, charakteryzujący się licznymi antyspołecznymi zachowaniami, m.in. publicznym piciem alkoholu, zażywaniem narkotyków i zakłócaniem porządku publicznego. Typowy chav ubrany jest w bluzę z kapturem, dres oraz czapkę bejsbolówkę.
Istnieje kilka teorii dotyczących pochodzenia słowa chav. Przypuszcza się, że pochodzi ono od romskiego słowa chavi oznaczającego dziecko, od miasta Chatham lub że jest to akronim Council Housed And Violent („mieszkający w budynku socjalnym i agresywny”).
Określeniami o podobnym znaczeniu są scally lub scallie (spotykane zwłaszcza w Anglii północno-zachodniej) oraz ned (używane w Szkocji).